# Deinopa mesancona
Deinopa mesancona là một loài bướm đêm trong họ Erebidae.